# Red Bay (Antarktika)
Die Red Bay (englisch für Rote Bucht, in Argentinien gleichbedeutend Bahía Roja) ist eine kleine und offene Bucht an der Fallières-Küste des Grahamlands auf der Antarktischen Halbinsel. Sie liegt unmittelbar südlich des westlichen Ausläufers des Red Rock Ridge am nordwestlichen Ende der Gabriel-Halbinsel.
Teilnehmer der British Graham Land Expedition (1934–1937) unter der Leitung des australischen Polarforschers John Rymill nahmen erste Vermessungen vor. Der Falkland Islands Dependencies Survey wiederholte dies zwischen 1948 und 1949. Benannt ist die Bucht in Anlehnung an die Benennung des benachbarten Red Rock Ridge.